# Vesta Williams
Vesta Williams, également connue sous son simple prénom Vesta, est une chanteuse afro-américaine, née le 1er décembre 1957 à Coshocton dans l'Ohio et morte le 22 septembre 2011 à El Segundo en Californie.
Ayant expérimenté avec la soul et le rhythm and blues, elle est renommée pour sa gamme vocale de quatre octaves révélée lors d'une interprétation de The Star-Spangled Banner pour les Lakers de Los Angeles.
Vesta Williams connaît son plus grand succès aux États-Unis à la fin des années 1980 avec des chansons telles que Once Bitten, Twice Shy (1986), Sweet Sweet Love (1988), Special (1993), ainsi que son titre phare, Congratulations (1989).

## Biographie
Vesta Williams est née à Coshocton, dans l'Ohio (États-Unis) d'un père disc jockey. Sa famille quitte l'Ohio pour Los Angeles dans les années 1960. où Vesta et ses sœurs, Margaret, Marte et Marlena, apparaissent dans l'émission télévisée Jack and Jill en tant que « Williams Sisters ». Elle retourne plus tard dans l'Ohio mais décide finalement de vivre à Los Angeles pour démarrer une carrière solo. L'ancien chanteur du groupe The 5th Dimension, Ron Townson, lui propose de chanter dans son groupe Wild Honey. À la suite de cette période, Vesta Williams travaille en tant que musicienne de studio avec des artistes comme Chaka Khan, Gladys Knight, Sting, Stephanie Mills, Anita Baker et Gordon Lightfoot. Elle chante la version originale de The Survivor de Joe Sample et rencontre le producteur David Crawford en travaillant avec son groupe Klique. Elle signe ensuite un contrat d'enregistrement avec A&M Records et son premier album, Vesta, sort en 1986. Sur cet album figure son premier succès rentrant dans le Top 10 R&B, Once Bitten, Twice Shy, seule chanson de Vesta diffusée jusqu'au Royaume-Uni.

## Mort
Le 22 septembre 2011, Vesta Williams est retrouvée morte dans une chambre d'hôtel à El Segundo, en Californie, dans la banlieue de Los Angeles. D'après le Los Angeles County Coroner's Office, elle a été retrouvée morte à 6 h 15 (heure du Pacifique). Un porte-parole du Coroner's Office a déclaré que l'autopsie n'avait pas pu révéler la cause de la mort. En fin-décembre 2011, la famille de a rendu public un communiqué par l'intermédiaire d'un ami de la famille, le chanteur et producteur Norwood Young, rapportant la cause officielle de la mort de Vesta Williams :
« Following three months of intensive coroner's autopsy and toxicology research, it has been definitively determined that the cause of death for our beloved Vesta was 'natural death' from 'hypertensive heart disease » en ajoutant : « An enlarged heart can remain undetected for many years. »
« Après trois mois d'autopsie coronaire intensive et de recherches en toxicologie, il a été définitivement prouvé que la cause de la mort de notre bien-aimée Vesta était une 'mort naturelle' due à une 'maladie cardiaque hypertensive », en ajoutant : « un cœur enflé peut rester non décelé pendant plusieurs années. »
Vesta Williams a été inhumée au Forest Lawn Memorial Park (Hollywood Hills) le 4 octobre 2011 à la suite d'une cérémonie commémorative à la West Angeles Church of God in Christ à Los Angeles. Parmi les participants ont figuré d'éminents amis tels que Wanda Dee, Peggi Blu, Freda Payne, Sheryl Lee Ralph, Loretta Devine, Kellita Smith, Norwood Young, Michael Collier, Miki Howard, Karel Bouley, Kiki Shepard, Jackée Harry, Luenell et Linda Hopkins. Une réception privée a eu lieu après l'inhumation.

## Discographie

### Albums
- 1986 : Vesta
- 1988 : Vesta 4 U
- 1991 : Special
- 1993 : Everything-N-More
- 1998 : Relationships
- 2000 : Winning Combinations (avec CeCe Peniston) - album compilation
- 2007 : Distant Lover
- 2013 : Seven

### Singles
- 1986 : Once Bitten Twice Shy
- 1987 : Something About You
- 1987 : Don't Blow a Good Thing
- 1987 : Suddenly It's Magic
- 1987 : You Make Me Want To (Love Again)
- 1988 : Sweet, Sweet Love
- 1989 : 4 U
- 1989 : Congratulations
- 1989 : How You Feel
- 1990 : I'll Be Good to You (avec Najee)
- 1991 : Special
- 1991 : Do Ya
- 1993 : Always
- 1998 : You Still Do It
- 1998 : Somebody for Me
- 2010 : Dedicated
- 2013 : Better Days

### Clips musicaux
- Once Bitten Twice Shy
- Something About You
- Don't Blow a Good Thing
- Sweet Sweet Love
- 4 U
- Congratulations
- How You Feel
- Special
- Do Ya
- Always
- Somebody for Me
- Dedicated